# Aeroportul Iki
Aeroportul Iki (IATA: IKI, ICAO: RJDB) este un aeroport din Insula Iki, Iki, Prefectura Nagasaki, Japonia ce deservește zona Iki. Aeroportul a fost tranzitat în 2023 de 34.527 de pasageri. A fost numit după zona deservită.
Situat la o altitudine de 12 m, aeroportul dispune de o singură pistă.